# Damaracris
Damaracris is een geslacht van rechtvleugeligen uit de familie veldsprinkhanen (Acrididae). De wetenschappelijke naam van dit geslacht is voor het eerst geldig gepubliceerd in 1972 door Brown.

## Soorten
Het geslacht Damaracris  is monotypisch en omvat slechts de volgende soort:
- Damaracris rupestris (Brown, 1972)